# Melanthia procellata
Melanthia procellata là một loài bướm đêm thuộc họ Geometridae. Nó được tìm thấy ở khắp châu Âu.
Sải cánh dài 27–32 mm. Con trưởng thành bay từ tháng 5 đến tháng 8 .
Sâu bướm ăn các loài Clematis vitalba.

## Hình ảnh

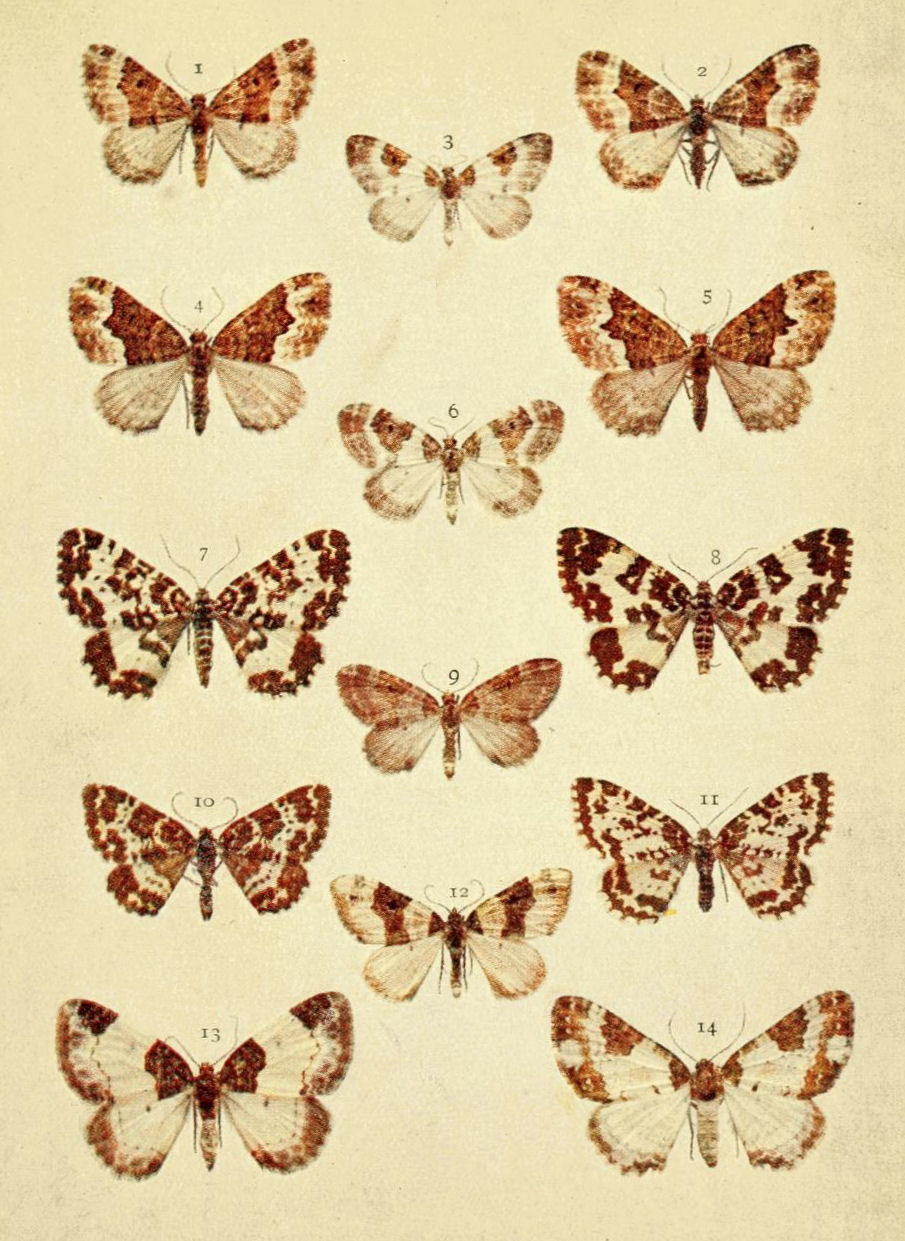